# Contea autonoma hui di Hualong
La contea autonoma hui di Hualong (化隆回族自治县S, Huàlóng Huízú ZìzhìxiànP) è una contea della Cina, situata nella provincia di Qinghai e amministrata dalla prefettura di Haidong.